# Замок Баллікастл
Замок Баллікастл (англ. Ballycastle Castle) — один із замків Ірландії, розташований в графстві Антрім, Північна Ірландія.

## Історія замку Баллікастл
Точний час побудови замку Баллікастл невідомий. Замок багато разів руйнувався, захоплювався, переходив з рук в руки, відбудовувався, перебудовувався. Відомо, що замок вже існував в часи кельтського вождя Джона Мора Таністера (Еойна Мора Танайсте, він же: Ян Мак Домнайлл), що жив в XIV—XV століттях. У 1564 році замок захопив і відновив Сорлі Бой Мак Доннелл. У 1565 році замок захопив Шейн О'Ніл (ірл. Shane O'Neill). На початку XVII століття замок захопив сер Рендал Мак Доннелл — граф Антрім. Під час війн XVII століття в Ірландії замок став ареною боїв. У 1642 році замок Баллікастл був захоплений шотландською армією. Потім його захопив Олівер Кромвель. Після реставрації монархії у 1665 році замок був повернений Олександру Мак Доннеллу — ІІІ графу Антрім. Поте замок занепадав і руйнувався. У 1856 році ним ще володів Чарльз Кірпатрік Вайтхолл. Нині замок перетворився в повні руїни.